# Eugénie Charmeil
Eugénie Charmeil (1797-1855), née Villeroy, est une aquarelliste française, active dans la première moitié du XIXe siècle.

## Biographie
Fille de Pierre Villeroy, inspecteur des Forges pour la Marine, Eugénie Charmeil naît à Metz le 18 juin 1797. Elle se tourne rapidement vers les arts. Eugénie Charmeil s'illustra surtout dans le domaine de l'aquarelle, exposant notamment au Salon de Paris en 1835, 1838, 1841 et 1844.

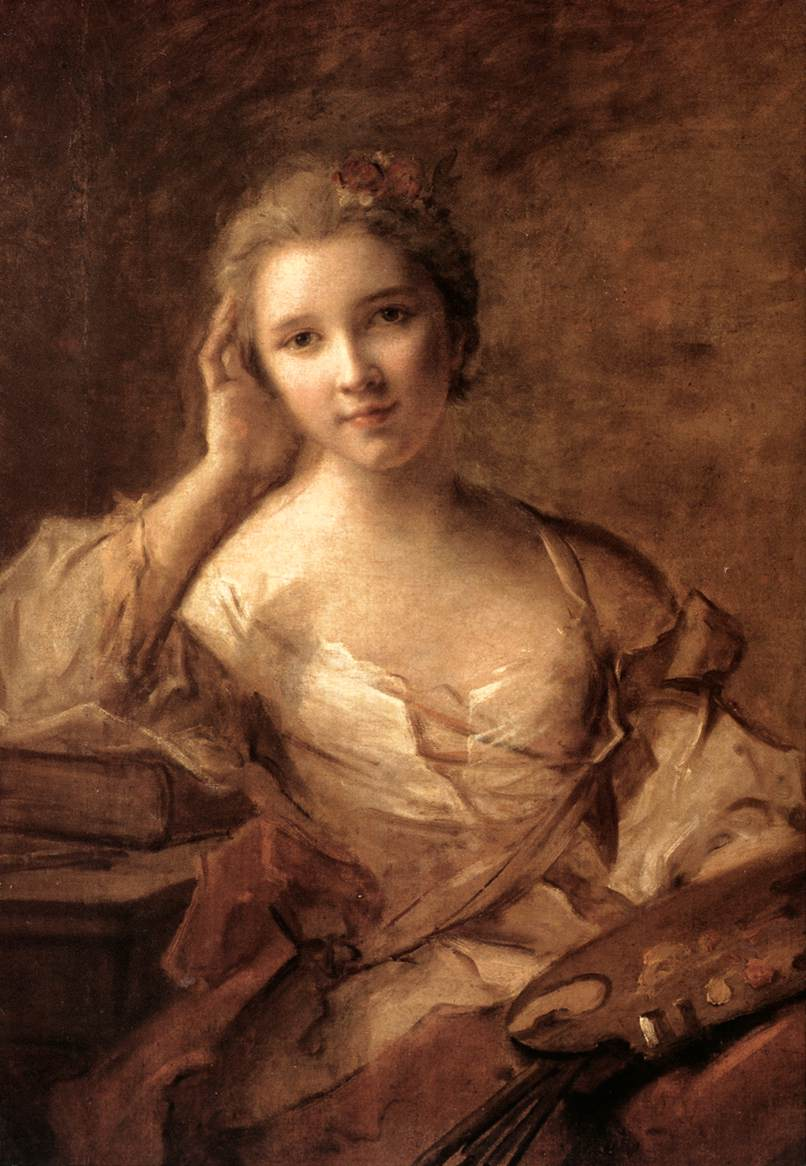
Jean-Marc Nattier, Portrait d'une jeune femme peintre, donnée par Eugénie Charmeil au Musée de la Cour d'Or.

Eugénie Charmeil exposa aussi dans sa ville natale, sous le patronage de « l'Union des Arts », en 1850, 1851 et 1852. En reconnaissance à sa ville natale, Eugénie Charmeil fit don du tableau de Jean-Marc Nattier représentant une jeune femme peintre au Musée de la Cour d'Or de Metz.
Eugénie Charmeil meurt à Chantilly, le 1er juillet 1855,.